# Sudirman
Il Sudirman (in lingua locale Dugunduguoo, in inglese Sudirman Range) è una catena montuosa della Nuova Guinea occidentale, territorio dell'Oceania politicamente annesso all'Indonesia. Ospita la montagna più alta dell'Oceania, il Puncak Jaya (4.884 m).